# الأناضول ما قبل التاريخ
يمتد عصر ما قبل تاريخ الأناضول من العصر الحجري القديم وحتى ظهور حضارة العصر الكلاسيكي في نصف الألفية الأولى قبل الميلاد. ينقسم هذا العصر إلى ثلاثة عصور وفقًا للمادة الخام السائدة في كل عصر: العصر الحجري، والعصر البرونزي، والعصر الحديدي. يشير مصطلح العصر النحاسي إلى الفترة التي تخللت العصر الحجري والعصر البرونزي.
الأناضول (تُعرف في اللاتينية باسم: Asia Minor، أو آسيا الصغرى) هي شبه الجزيرة الواقعة في أقاصي غرب آسيا الغربية. تضم تلك المنطقة مرتفعات تركيا الحديثة امتدادًا من سهول ساحل بحر إيجة شرقًا إلى حافة المرتفعات الأرمينية غربًا، ومن سواحل البحر الأسود الضيقة جنوبًا إلى جبال طوروس وساحل البحر المتوسط.
وُجدت أقدم أدلة على حضارات الأناضول في المواقع الأثرية الواقعة في الأجزاء الشرقية والمركزية من تلك المنطقة. فمثلًا، عُثر على آثار العصر الحجري مثل عظام الحيوانات والأطعمة المتحجرة في بوردور (شمال أنطاليا). ورغم الغموض الذي يكتنف أصول المستوطنين الأوائل، توفر لنا بقايا حضارات العصر البرونزي (مثل الإمبراطورية الأكدية وآشور ومملكة الحيثيين) أمثلة وفيرة على حيوات المواطنين وحِرفهم. نشأت ولايات فريجيا وليديا الجديدة عقب سقوط مملكة الحيثيين بالتزامن مع ازدهار الحضارة الإغريقية. بلغت تلك الحضارات ذروتها قبل سقوطها على يد الإمبراطورية الفارسية.

## العصر الحجري

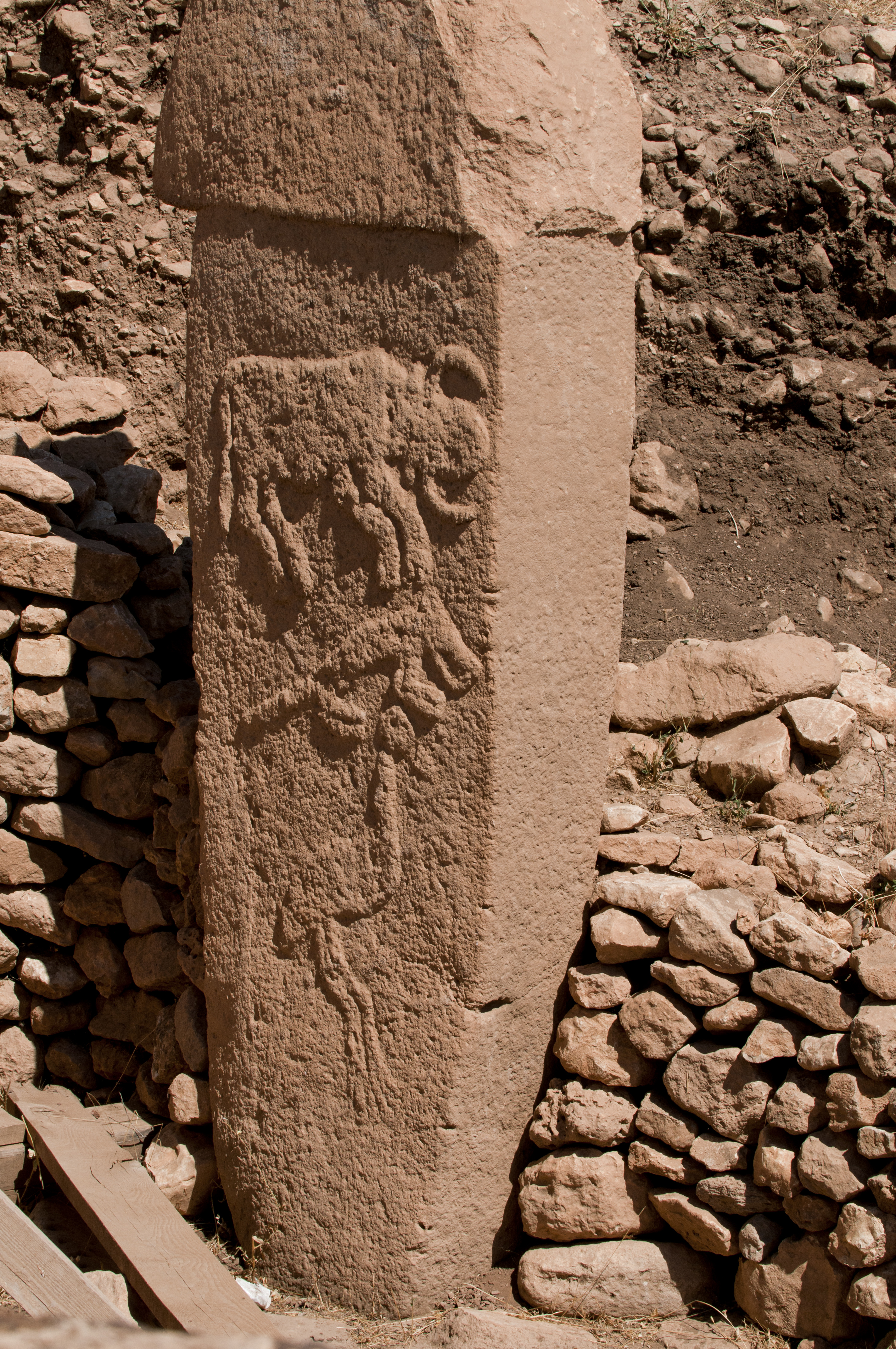
غوبيكلي تيبي، أورفا

العصر الحجري هو فترة تسبق التاريخ شاع فيها استخدام الحجارة لصناعة الأدوات. حلت تلك الفترة بعد ظهور جنس هومو قبل 2.6 مليون سنة تقريبًا، واستمرت بعدها لمدة 2.5 مليون سنة حتى عام 4500-2000 ق.م. مع تطور صناعة الأدوات المعدنية.

### العصر الباليوثي
في عام 2014، اُكتشفت أداة حجرية في نهر جيديز، وقُدر عمرها على نحو صحيح بنحو 1.2 مليون سنة بما لا يدع مجالًا للشك. ومن بين المواقع الأثرية التي تدل على وجود مستوطنات باليوثية (500,000–10,000 ق.م.) كهف ياريمبورجاز في إسطنبول، وكهف كارين في أنطاليا، وغيرها من الكهوف في مناطق مجاورة مثل أوكوزيني، وبلديبي، وبلباسي، وكومبوكاجي، وكادييني. تُعرض آثار العصر الباليوثي حاليًا في متحف الحضارات الأناضولية في أنقرة، والمتحف الأثري في أنطاليا، وغيرها من المتاحف التركية.
اُكتشفت بقايا الفاكهة والحيوانات المتحجرة في ياريمبورجاز. وتحتوي كهوف منطقة البحر المتوسط على عدة ألواح جدارية أثرية. اُكتشفت عدة آثار تدل على نشاط الإنسان في كولا وكهوف كارين، وزعمت الدراسات الأولية (1975) أن عمرها 250,000 سنة وأنها تعود للعصر البليستوسيني الأوسط، ولكن تبين لاحقًا خطأ التقدير السابق وأن العصر البليستوسيني المتأخر هو الأقرب للصواب.

### العصر الميسوليثي
وُجدت آثار إحدى الحضارات الميسوليثية في الأناضول على طول ساحل البحر المتوسط، وكذلك في تراقيا والمنطقة الغربية المطلة على البحر الأسود. اُكشتفت بقايا العصر الميسوليثي في نفس الكهوف التي عُثر فيها على القطع الأثرية والرسومات التابعة للعصر الباليوثي. عُثر على المزيد من الآثار في كهف ساركليماجارا في عنتاب، وكهف براديز في بوردور، إلى جانب عدة مقابر ومستوطنات في الخلاء في بوزوفا وأورفة.

### العصر النيوليثي
كانت منطقة الأناضول مركزًا لعدة حضارات منذ عصور ما قبل التاريخ نظرًا لموقعها الاستراتيجي عند تقاطع آسيا مع أوروبا. تقترح فرضية الأناضول التي طورها عالم الآثار البريطاني كولن رينفرو عام 1987 أن بداية انتشار الهنود الأوروبيين البدائيين كانت في العصر النيوليثي في منطقة الأناضول. وهي الفرضية المنافسة لفرضية كورغان أو نظرية السهوب التي تحظى بتأييد أكاديمي أكبر. تضم مستوطنات الأناضول في العصر النيوليثي: شاتال هويوك، وشايونو، ونيفالي كوري، وتل عسيكلي، وحاجيلار، وغوبكلي تبه، ومرسين.
تُعد مستوطنة شاتال هويوك في تركيا المركزية أكثر مستوطنة متقدمة في هذا العصر، ومستوطنة شايونو هي أقدمهم (قرابة 7250–6750 ق.م). توصل الباحثون إلى تصور جيد عن مخطط مدينة شايونو استنادًا إلى الساحة المركزية التي تحيط بها المباني المصنوعة من الحجارة والطين. تضم الاكتشافات الأثرية عدة أدوات زراعية تدل على زراعة المحاصيل وتربية المواشي واستئناس الكلاب. يتمثل الدين في تماثيل الإلهة الأم، كوبيلي. نهجت مستوطنة حاجيلار في تركيا الغربية نهج شايونو، ويُعود تاريخها إلى عام 7040 ق.م.

## العصر النحاسي
يتوسط العصر النحاسي (5500–3000 ق.م.) العصر النيوليثي والعصر البرونزي المبكر، وفيه صنع الإنسان الأدوات المعدنية لأول مرة باستخدام النحاس. اُكتشفت آثار هذا العصر في الأناضول في حاجيلار، وبيس سلطان، وكنسان، ومرسين، وتل إلازيغ، وسد كيبان، وقاضي كوي.

## العصر البرونزي

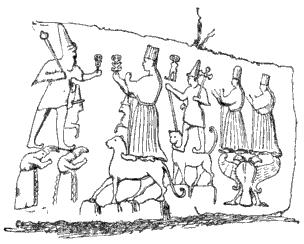
رسم لنقوش صخرية تمثل موكبًا من الآلهة الحثية في يازيلكايا، تركيا.

يتميز العصر البرونزي (3300–1200 ق.م.) باستخدام الإنسان سبيكة النحاس والقصدير، البرونز، في الصناعة. كانت آسيا الصغرى من أول المناطق التي طور فيها الإنسان صناعة البرونز.

### العصر البرونزي المبكر (3000–2500 ق.م.)
رغم أن أول مستوطنة ظهرت في المنطقة تعود للألفية السادسة ق.م. في العصر النيوليثي، إلا أن أول حركة تجارة بين المستوطنات وبعضها وقعت في الألفية الثالثة ق.م. نشأت مستوطنة في نتوء جبلي مرتفع عُرفت لاحقًا باسم بويوكايا، وأصبحت لاحقًا مدينة حاتوش، مركز الحضارة في هذا العصر. وبعدها أصبحت معقل الحيثيين وعُرفت باسم خاتوشا، وهي تُعرف حاليًا ببوغاز كوي. اُكتشفت بقايا حضارة الحيثيين أسفل مدينة خاتوشا القديمة وفي مرتفعات بويوكايا وبويوكالي. نشأت مستوطنة أخرى باسم ياريكيا على بعد 2 كم من خاتوشا في اتجاه شمال الشرق.
سمح اكتشاف الرواسب المعدنية في هذا الجزء من الأناضول للسكان بتطوير صناعة السبائك المعدنية، وإنتاج الأدوات منها مثل الآثار التي اُكتشفت في المقابر الملكية في مدينة تل ألاكا على بعد 25 كم من بوغاز كوي، ويُعود تاريخ تلك المدينة إلى عام 2400–2200 ق.م. من بين المراكز الحيثية الأخرى: حسم، وكانيش، وبوروشاندا، وزالوار. وفي تلك المدة انخرط الحيثيون في التجارة مع الدول المدنية الأخرى مثل سومر التي كانت في حاجة إلى منتجات الخشب من جبال الأمانوس.
ظلت منطقة الأناضول قائمة في عصور ما قبل التاريخ حتى ضُمت إلى الإمبراطورية الأكدية على يد سرجون الأكدي. ورغم ذلك تكبدت الإمبراطورية الأكدية أضرار التغير المناخي الذي حل ببلاد الرافدين، إلى جانب نقصان القوى العاملة المساهمة في التجارة. أدت تلك العوامل إلى سقوط الإمبراطورية عام 2150 ق.م. على يد الكوتيين. انتقلت صناعة سبائك النحاس من حضارة كورا-أراكسيس إلى الأناضول في الألفية الرابعة ق.م. ورغم وفرة النحاس في الأناضول، لا توجد أدلة على استخدام القصدير في الصناعة في العصر البرونزي المبكر.